# Omenuke Mfulu
Omenuke Mfulu (* 20. března 1994) je konžský profesionální fotbalista, který hraje na pozici defenzivního záložníka za španělský klub Deportivo de La Coruña. Narodil se ve Francii, ale hraje za národní tým Konžské demokratické republiky.

## Mládí
Narodil se v Poissy konžským rodičům. Francouzskou státní příslušnost získal dne 27. září 2004 díky naturalizaci jeho otce.

## Klubová kariéra
Mfulu přestoupil do Reims z Lille OSC v létě 2013 a s rezervním týmem toho udělal dost na to, aby si v lednu následujícího roku vysloužil tříletou profesionální smlouvu s klubem Ligue 1. Svůj profesionální debut si odbyl jako náhradník při remíze 0:0 s OGC Nice 22. listopadu 2014. Celý zápas poprvé odehrál 16. května 2015 při vítězství 1:0 nad Rennes.
Po čtyřech letech v Reims podepsal 5. srpna 2017 smlouvu s Red Star FC v Championnat National. Dne 17. června 2019 se přestěhoval do Španělska a podepsal smlouvu s Elche CF.
Dne 2. srpna 2021 podepsal Mfulu dvouletou smlouvu s klubem UD Las Palmas. Dne 5. srpna 2024 se dohodl na dvouleté smlouvě s Deportivo de La Coruña.

## Reprezentační kariéra
Dne 9. října 2020 debutoval za národní tým DR Kongo při přátelské prohře 0:3 s Burkinou Faso.
Dne 27. prosince 2023 byl Mfulu zařazen do finálního 24členného týmu pro Africký pohár národů 2023. Nastoupil k prvnímu zápasu své země na turnaji, 17. ledna 2024 při remíze 1:1 se Zambií.

## Statistiky

### Klubové
Platí k zápasu hranému 24. ledna 2025.
| Klub                   | Sezóna            | Liga                 | Liga   | Liga | Národní pohár | Národní pohár | Ligový pohár | Ligový pohár | Ostatní | Ostatní | Celkově | Celkově |
| Klub                   | Sezóna            | Soutěž               | Zápasy | Góly | Zápasy        | Góly          | Zápasy       | Góly         | Zápasy  | Góly    | Zápasy  | Góly    |
| ---------------------- | ----------------- | -------------------- | ------ | ---- | ------------- | ------------- | ------------ | ------------ | ------- | ------- | ------- | ------- |
| Reims                  | 2013/14           | Ligue 1              | 0      | 0    | 0             | 0             | 0            | 0            | —       | —       | 0       | 0       |
| Reims                  | 2014/15           | Ligue 1              | 7      | 0    | 1             | 0             | 0            | 0            | —       | —       | 8       | 0       |
| Reims                  | 2015/16           | Ligue 1              | 13     | 0    | 1             | 0             | 1            | 0            | —       | —       | 15      | 0       |
| Reims                  | Celkově           | Celkově              | 20     | 0    | 2             | 0             | 1            | 0            | —       | —       | 23      | 0       |
| Red Star               | 2017/18           | Championnat National | 21     | 0    | 0             | 0             | 1            | 0            | —       | —       | 22      | 0       |
| Red Star               | 2018/19           | Ligue 2              | 27     | 0    | 1             | 0             | 0            | 0            | —       | —       | 28      | 0       |
| Red Star               | Celkově           | Celkově              | 48     | 0    | 1             | 0             | 1            | 0            | —       | —       | 50      | 0       |
| Elche                  | 2019/20           | Segunda División     | 18     | 0    | 3             | 0             | —            | —            | 4       | 0       | 25      | 0       |
| Elche                  | 2020/21           | La Liga              | 20     | 0    | 2             | 0             | —            | —            | —       | —       | 22      | 0       |
| Elche                  | Celkově           | Celkově              | 38     | 0    | 5             | 0             | —            | —            | 4       | 0       | 47      | 0       |
| Las Palmas             | 2021/22           | Segunda División     | 30     | 0    | 0             | 0             | —            | —            | —       | —       | 30      | 0       |
| Las Palmas             | 2022/23           | Segunda División     | 30     | 0    | 1             | 0             | —            | —            | —       | —       | 31      | 0       |
| Las Palmas             | 2023/24           | La Liga              | 5      | 0    | 3             | 0             | —            | —            | —       | —       | 8       | 0       |
| Las Palmas             | Celkově           | Celkově              | 65     | 0    | 4             | 0             | —            | —            | —       | —       | 69      | 0       |
| Deportivo de La Coruña | 2024/25           | Segunda División     | 15     | 0    | 0             | 0             | —            | —            | —       | —       | 15      | 0       |
| Celkově v kariéře      | Celkově v kariéře | Celkově v kariéře    | 186    | 0    | 12            | 0             | 2            | 0            | 4       | 0       | 204     | 0       |

### Reprezentační
Platí k zápasu hranému 24. června 2023.
| Národní tým | Rok     | Zápasy | Góly |
| ----------- | ------- | ------ | ---- |
| DR Kongo    | 2023    | 3      | 0    |
| DR Kongo    | 2024    | 2      | 0    |
| Celkově     | Celkově | 5      | 0    |